# 엠프론티어
엠프론티어(emFrontier)는 한국타이어그룹 IT전문회사로, 2000년 8월에 한국타이어와 PwC(PricewaterhouseCoopers) 합작 및 한국타이어 정보시스템 부문을 이양한 회사이다.

## 역사
- 2000년: 엠프론티어 설립 (한국타이어와 PwC 합작) 및 한국타이어 정보시스템 부문 이양
- 2007년: 기술연구소 설립
- 2011년: 톰슨로이터 로앤비 기업법무솔루션/국회업무관리솔루션 인수 및 전략적 Partnership 체결[1]

## 수상
- 2009년: S/W 산업발전 대상 획득(대통령 표창)
- 2008년 6월: 신 소프트웨어 대상(지식경제부장관)
- 2008년 5월: 신 소프트웨어 대상(지식경제부장관)

## 현황
안재환 대표 영입, 로앤비 솔루션 인수 등을 통하여 사업확장을 꾀하고 있다.